# يوجين فودور
يوجين فودور (بالإنجليزية: Eugene Fodor)‏ هو ناشر وكاتب مجري وأمريكي، ولد في 14 أكتوبر 1905، وتوفي في 18 فبراير 1991.

## وصلات خارجية
- يوجين فودور على موقع الموسوعة البريطانية (الإنجليزية)